# Цибуля шалот
Цибу́ля шало́т або цибу́ля-шарло́тка (Allium ascalonicum) — багаторічна рослина родини цибулевих, також відома під народною назвою кущі́вка. Батьківщина цибулі — Близький Схід: Ізраїль, Палестина, Сирія.

## Опис

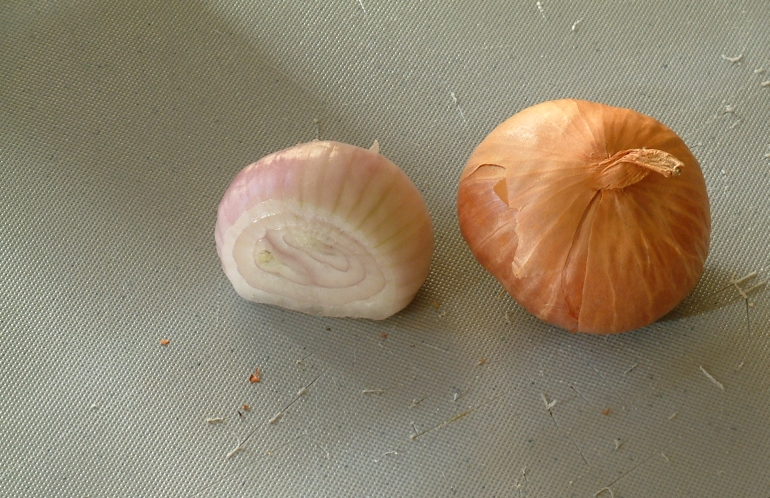

Народна назва кущівка відображає її головну особливість — багатозачатковість. У гнізді шалот може одночасно утворювати в середньому 6–12 невеликих цибулинок. Дозріває шалот швидко: вже через місяць після посадки можна зрізати зелене перо, а через 2,5 місяці можна збирати урожай цибулин.
Найчастіше шалот розмножують за допомогою часточок цибулин. Перед посадкою стеблову шийку неодмінно обрізають, часточки заглиблюють в землю до «плічок». Час від часу посадковий матеріал потребує оновлення: в цибулинах накопичується інфекція, врожайність знижується. Тому 1 раз на 3–4 роки шалот розмножують насінням.
Догляд за цибулею цього виду практично такий же, як і за ріпчастою цибулею. Хоча шалот може зберігатися в кімнатних умовах 6–7 місяців, смак його від знаходження в теплі погіршується. Тому краще цибулю-шалот зберігати в більш прохолодному приміщенні.

## Поширення
Вид зростає у східному Середземномор'ї та на Аравійському півострові (Єгипет, Ліван, Сирія, Лівія, Палестина, Саудівська Аравія, Туреччина).